# Logistika třetí strany
Logistika třetí strany (anglicky 3PL nebo third-party logistics) je takové využití logistických služeb, při nichž logistické služby provádí a koordinuje speciálně pro tuto činnost najatá firma (třetí strana), která se zabývá jak přímým dopravováním zboží, tak organizací toku zboží, plánováním, péčí o zákazníka a podobných administrativních záležitostí. Existuje i další forma outsourcingu, logistika čtvrté strany (4PL), kde vlastní logistiku provádí jedna najatá společnost a administrativu s ní spojenou jiná firma (čtvrtá strana).